# Yoannis Lahzi Gaid
Yoannis Lahzi Gaid (arap. يوأنس لحظي جيد) (Kairo, 1975.), koptski katolički svećenik te od travnja 2014. drugi osobni tajnik pape Franje.

## Životopis
Yoannis Lahzi Gaid rođen je u Kairu i odrastao sa sedmero braće i sestara. Studirao je na koptskom katoličkom sjemeništu u Kairu i zaređen za svećenika.
Lahzi Gaid je kasnije poslan u Rim, gdje je studirao na Papinskom orijentalnom institutu, gdje je doktorirao kanonsko pravo istočnih Crkava. Osim arapskog i talijanskog, također govori engleski i francuski. Od 2007. godine radio je na raznim funkcijama vatikanskog Državnog tajništva. 1. srpnja 2011. papa Benedikt XVI. ga je imenovao kapelanom Njegove Svetosti s naslovom monsinjora. U travnja 2014. ga je papa Franjo izabran za svog drugog osobnog tajnika.